# Тоталитаризам
Тоталитаризам је један од облика политичког поретка. Најједноставније речено, тоталитаризам је пoтпyнa влaст jeднe клace, кacтe, пoлитичкe opгaнизaцијe, систем свеобухватне политичке владавине утемељене на идеолошкој манипулацији, терору и бруталности. Тоталитаризам тежи остварењу „тоталне моћи” кроз политизацију друштвене и личне егзистенције и зато подразумева потпуно укидање грађанског друштва и личне приватности. Настао је у 20. веку, мада његову појаву прорекао је Токвил тридесетих година деветнаестог века рекавши да ће доћи нови облик деспотизма свеобухватнији, такорећи тоталан. Дефиниција тоталитаризма као таквог је настала у првој половини 20. века када се појављују први тоталитарни режими. Први који је употребио тај израз био је Бенито Мусолини.
Тоталитарни режими често се одликују опсежном политичком репресијом, потпуним недостатком демократије, распрострањеним култом личности, апсолутном контролом над економијом, масивном цензуром, масовним надзором, ограниченом слободом кретања (нарочито слободом напуштања земље) и широком употребом државног терора. Остали аспекти тоталитарног режима укључују употребу концентрационих логора, репресивну тајну полицију, верски прогон, државну веру или државни атеизам, уобичајену праксу погубљења, лажне изборе, могуће поседовање оружја за масовно уништавање и потенцијал за државно потпомогнута масовна убиства и геноциде. Историчар Роберт Конквест описује тоталитарну државу као ону која не признаје ограничења свог ауторитета у било којој сфери јавног или приватног живота и која проширује ту власт до било које оствариве мере.
Као политичка идеологија, тоталитаризам је изразито модеран и има сложене историјске корене. Историчар и филозоф Карл Попер установио је везу са концепцијом државе Георга Вилхелма Фридриха Хегела, а посебно политичком филозофијом Карла Маркса. Други, попут Теодорa Адорнa и Максa Хоркхајмерa, прате порекло тоталитарних доктрина до просветитељства, а посебно до идеје да је човек 'постао господар света', господар невезан било каквих веза са природом, друштвом и историјом. У двадесетом веку идеју о 'апсолутној државној моћи' развили су италијански фашисти, и истовремено у Немачкој, правник и каснији нацистички академик Карл Шмит радећи током Вајмарске републике (1920-их). Италијански фашиста Бенито Мусолини прокламовао је: „Све у држави, ништа изван државе, ништа против државе“. Шмит је користио термин Totalstaat у свом утицајном делу Концепт политичког из 1927. године на правној основи свемоћне државе. Израз је добио на значају у западном антикомунистичком политичком дискурсу током доба Хладног рата као средство за претварање антифашизма из периода пре Другог светског рата у послератни антикомунизам.
Тоталитарни режими се разликују од других ауторитарних режима. Потоњи означавају државу у којој појединачни носилац власти, обично појединачни диктатор, одбор, хунта или иначе мала група политичке елите, монополизује политичку моћ. У том смислу, „ауторитарна држава […] се бави само политичком моћи и све док се не буде оспорена даје друштву одређени степен слободе.“ Раду Кинпос пише да ауторитарност „не покушава да промени свет и људска природа.“ Насупрот томе, Ричард Пајпс пише да тоталитарни режим покушава да контролише готово све аспекте друштвеног живота, укључујући економију, образовање, уметност, науку, приватни живот и морал грађана. Неке тоталитарне владе могу промовисати свеобухватну идеологију, с тим што „званично прокламирана идеологија” продире „у најдубље домете друштвене структуре, и тоталитарна влада настоји да у потпуности контролише мисли и поступке својих грађана.“  Она такође мобилише целокупно становништво у настојању за остварењем својих циљева. Карл Јоахим Фридрих написао је да су „тоталистичка идеологија, странка ојачана тајном полицијом и монопол над […] индустријским масовним друштвом“ три одлике тоталитарних режима које их разликују од осталих аутократија."

## У академској заједници
Академским пољем совјетологије након Другог светског рата и током Хладног рата доминирао је „тоталитарни модел“ Совјетског Савеза, наглашавајући апсолутну природу моћи Јосифа Стаљина. „Тоталитарни модел“ је педесетих година прошлог века први пут образложио Карл Јоахим Фридрих, који је тврдио да су Совјетски Савез и друге комунистичке државе „тоталитарни“ системи, са култом личности и готово неограниченим овлашћењима „великог вође“ попут Стаљина. „Ревизионистичка школа“ која је започета шездесетих година била је усредсређена на релативно аутономне институције које би могле утицати на политику на вишем нивоу. Мат Лено је описао „ревизионистичку школу" као представника оних који су „инсистирали на томе да је стара слика Совјетског Савеза као тоталитарне државе склоне светској доминацији била поједностављена или једноставно погрешна. Они су били заинтересовани за друштвену историју и тврдили су да би вођство Комунистичке партије морало да се прилагоди друштвеним снагама.“ Припадници „ревизионистичке школе“, попут Џ. Арч Гетија и Лина Виола, оспорили су приступ „тоталитарног модела“ комунистичкој историји и били су најактивнији у архивама бившим комунистичким државама, посебно Државном архиву Руске федерације у раду везаном за Совјетски Савез.

## Основне одлике тоталитарних режима
Карл Фридрих и Збигњев Бжежински су извели главна обележја и по њиховом мишљењу сваки тоталитарни режим има:
- службену популистичку идеологију која обухвата све виталне аспекте човековог постојања у којој се, бар пасивно, приклања, свако ко у том друштву живи.
- једну једину хијерархијски организовану владајућу партију којом управља један човек (диктатор)
- систем терористичке полицијске контроле коју у интересу партијских вођа подржава али и надзире владајућу партију
- потпуни монопол над средствима јавног саобраћаја
- потпуни монопол над средствима оружане борбе
- централна контрола над целим привредним животом.[22]

## Семе тоталитаризма
Тоталитаризам можемо користити као назив за "терористичко подређивање" свих духовних сфера једног друштва: науке, уметности, вредности, образовања, морала. У савршено тоталитарном друштву није допуштен ниједан облик људске активности - економски, интелектуални, политички - ако га држава није планирала или одобрила, а људи - појединци се сматрају национализованим власништвом државе.

## Уместо закључка
Тоталитаризам је сложена појава у друштву. Појединац се претвара у бескорисну масу, у којој се ствара масовна лажна свест и језик као средство масовне политичке манипулације. Тоталитарна држава је држава затвореног типа, односно друштва у коме постоји отпор променама, друштва у коме је социјална покретљивост смањена. Антрополошки нихилизам, односно негација индивидуа је логична политичка последица постојања тоталитарних посредованих друштвених односа. Стога је појам тоталитаризма на својеврстан начин увод у разумевање идеологија попут неофашизма, неофашистичке државе.